# Kościół św. Katarzyny w Lubominie
Kościół Świętej Katarzyny – rzymskokatolicki kościół parafialny należący do dekanatu Orneta archidiecezji warmińskiej.
Obecna budowla została zbudowana w latach 1340–1370. Wieża wzniesiona została wtedy tylko w dolnej kondygnacji. Podwyższona została około 1480 roku. W 1807 roku kościół został zniszczony przez pożar – ocalały tylko mury obwodowe. Odbudowano go w następnych latach i został konsekrowany w 1875 roku przez biskupa Filipa Krementza pod wezwaniem św. Katarzyny i Przemienienia Pańskiego. W 1922 roku budowla przeszła gruntowną renowację.
Jest to świątynia orientowana, salowa, murowana, wzniesiona z cegły, wybudowana na planie wydłużonego prostokąta. Do korpusu budowli są dobudowane: zakrystia od strony północnej, kruchta od strony południowej i kwadratowa wieża od strony zachodniej. W przyziemiu wieży jest umieszczona kruchta z ostrołukowym portalem. Wyższe kondygnacje są ozdobione ślepymi arkadami ostrołukowymi i rozdzielone od siebie wgłębionymi fryzami. Górna kondygnacja wieży posiada przekrój ośmioboczny. Jest zwieńczona dachem namiotowym. Przed wejściem do wieży jest umieszczona płyta kamienna z datą „1771”. Narożniki korpusu nawowego ujęte są przyporami, a ściany podzielone są na zmianę oknami i ostrołukowymi blendami. Na górze znajduje się tynkowany fryz opaskowy. Na kalenicy dachu znajduje się wieżyczka na sygnaturkę razem z chorągiewką, na której jest umieszczona data „1922”. Wnętrze jest nakryte płaskim stropem.